# Пористе середовище
Пористе середовище (англ. porous medium) — безліч тісно дотичних твердих частинок, наприклад, гірської породи, між якими є вільний простір.

## Різновиди
Пористе середовище недеформівне, (рос. пористая среда недеформирующаяся; англ. undeforming porous medium, нім. undeformiertes poröses Medium n) — пористе середовище, об'єм пор якого під дією тиску не змінюється або зміною його можна нехтувати.
Пористе середовище пружне,(рос. пористая среда упругая; англ. resilient porous medium; нім. elastisches poröses Medium n) — пористе середовище, об'єм пор якого пружно (без залишкових пластичних деформацій) змінюється під дією тиску.

## Параметри
Питома поверхня пористого середовища (рос. удельная поверхность пористой среды; англ. specific surface of porous medium; нім. spezifische Oberfläche f des porösen Mediums) — сумарна площа поверхні порових каналів в одиниці об'єму зцементованого пористого середовища або сумарна площа поверхні частинок (піщинок) незцементованого пористого середовища. П.п.п.с. нафтогазовмісних порід становить 104–105 м²/м³.
Елементарний об'єм пористого середовища (рос. элементарный объем пористой среды; англ. elementary volume of porous medium; нім. Elementarvolumen n des porösen Mediums) — нескінченно малий об'єм, який ще зберігає загальні характеристики середовища.

## Структура пористого середовища
Якісний параметр, який характеризує форму i розмір окремих пор, їх кількісне співвідношення i сполучуваність. Особливості будови пор пористого середовища, що зумовлені їх формою і розміром, їх кількісним співвідношенням і сполучуваністю, просторовим розподілом. С.п.п. порід зумовлена гранулометричним складом частинок, їх формою, хімічним складом порід, походженням пор, а також співвідношенням кількості великих і малих пор.
Структура породи визначається переважно розміром і формою зернин. За розмірами розрізняють структури: псефітову (порода складається з обломків понад 2 мм), псамітову (0,1 – 2 мм), алеврітову (0,01 – 0,1 мм), пелітову (0,01 мм і менше). До текстурних особливостей породи відносять шаруватість, характер розміщення і розташування порід, взаєморозташування і кількісне співвідношення цементу і зернин породи і деякі інші риси будови. Роль цементу часто виконують глинисті речовини. Зустрічаються також цементи хемогенного походження (карбонати, окисли і гідроокисли, сульфати). В більшій мірі властивості пористих середовищ залежать від розміру порових каналів. За величиною порові канали нафтогазових пластів умовно поділяють на три групи: надкапілярні – понад 0,5 мм; капілярні – від 0,5 до 0,0002 мм (0,2 мкм); субкапілярні – менше 0,0002 мм (0,2 мкм). По великих (надкапілярних) каналах і порах рух нафти, води і газу проходить вільно, а по капілярних – при значній участі капілярних сил. У субкапілярних каналах рідина в такій мірі утримується силою притягання стінок каналів (внаслідок малої відстані між стінками каналу рідина в ній знаходиться в сфері дії молекулярних сил матеріалу породи), що практично в природних умовах пересуватися в них на може